# Castro de Viladonga

## Situação

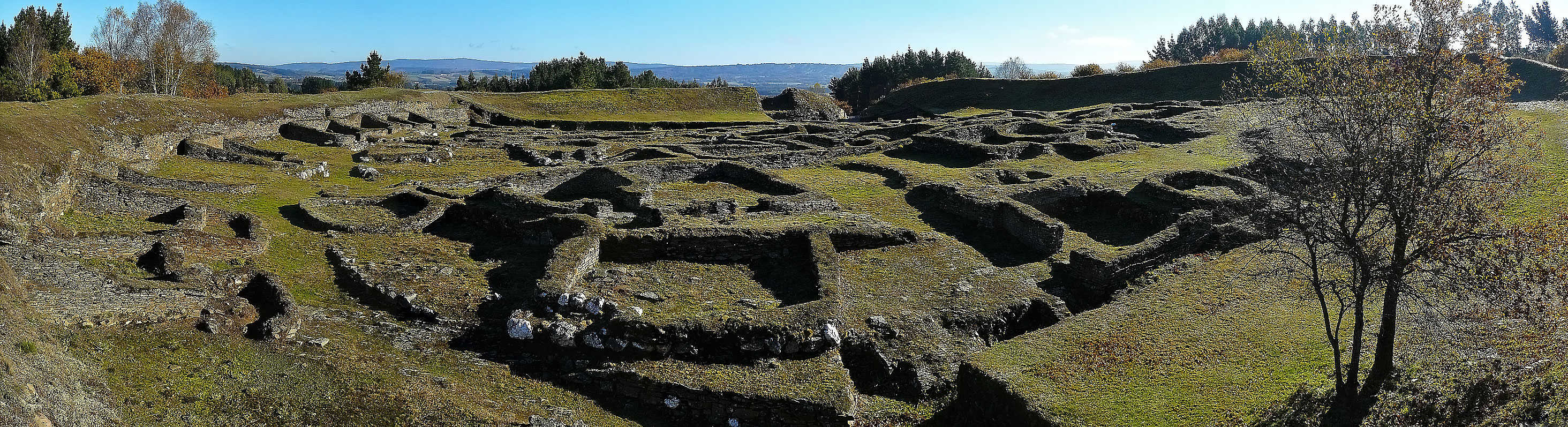
Vista geral do Castro

Situa-se na paróquia de Viladonga do concelho de Castro de Rei, a uns 25 km a noroeste da cidade de Lugo, sobre uma elevação a 535 metros de altitude, lugar de onde se domina visualmente grande parte da planície da Terra Chã. O sítio ocupa uma extensão aproximada de 4 ha intra muralhas, dos quais 10.000 m² correspondem à croa de forma quadrangular irregular (100x95m) com os ângulos arredondados.

## Escavações arqueológicas
Graças à iniciativa de Ramón Falcón Rodríguez realizaram-se trabalhos arqueológicos de 1971 a 1978.

### 1972-1975.Manuel Chamoso Lamas
Nas quatro campanhas exumaram a maioria das construções da croa, de grande diversidade tipológica, e fizeram-se catas em outros pontos do sítio (antecroas e sistemas defensivos).

### 1983.Felipe Arias Vilas
Na campanha de 1983 marcaram-se os seguintes objetivos:
- Escavação e retirada dos muros de terra deixados nas escavações anteriores.
- Comprovação da  estratigrafia dos restos de estruturas da croa.
- Roçado e limpeza do terreno intra-muralhas.
- Continuação de trabalhos museológicos.
- Levantamento topográfico e elaboração de planos do sítio (1984).

## Descrição

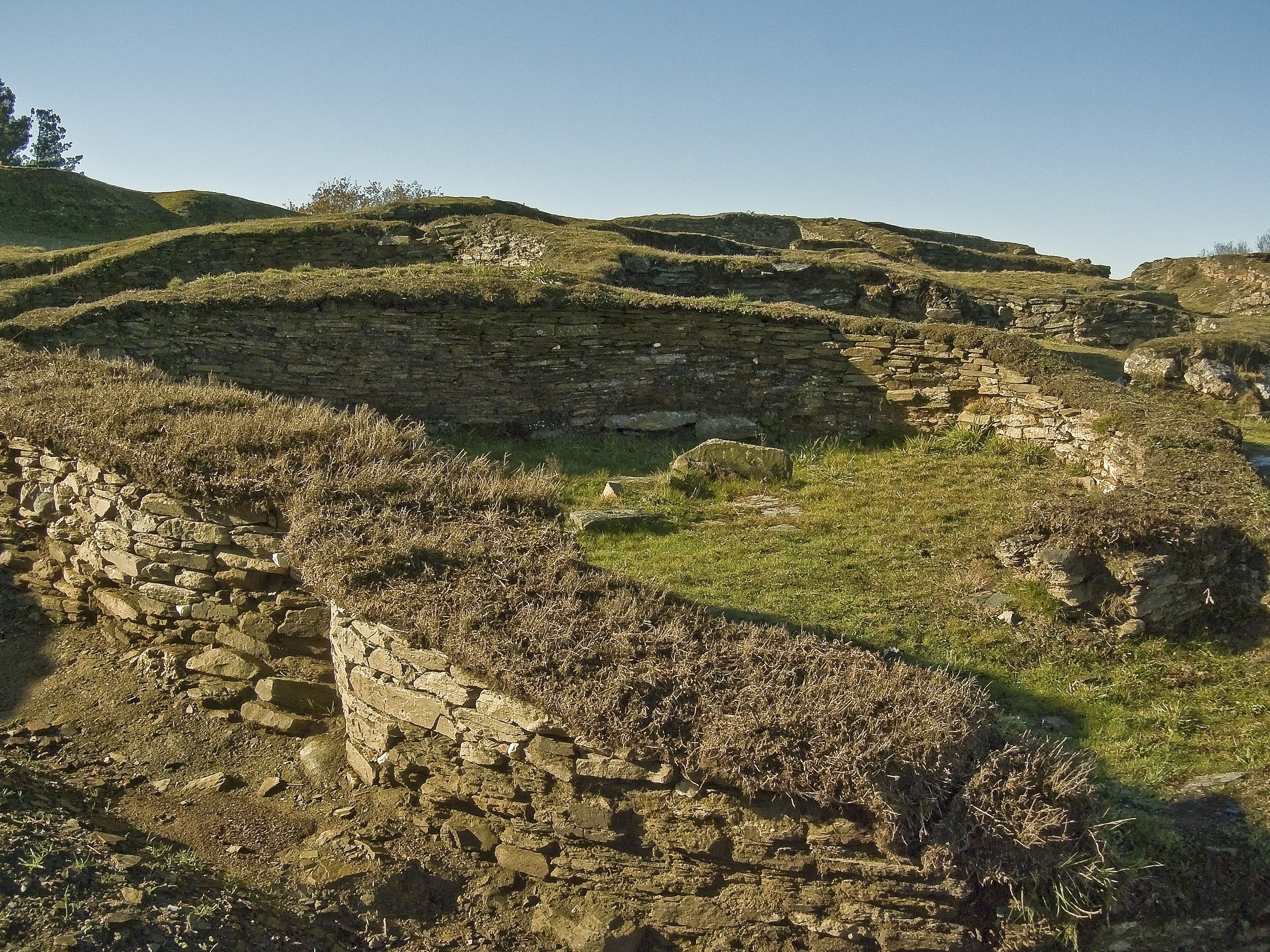
Habitação com lareira

O sítio é um verdadeiro modelo formal de castro característico da Galécia, com várias muralhas e fossos, que albergam dois antecastros ou antecroas, formando terraços, e uma ampla croa ou acrópole ou coroa central.
Já aparece mencionado na bibliografia de começos do século XX, Manuel Amor Meilán já o cita na sua obra Historia de la Provincia de Lugo (Lugo, 1918)

### Sistemas defensivos
A muralha principal é de perpianhos de ardósia, que chega a uma altura de 12 a 14 metros para o fosso.

### Croa
Neste recinto principal é onde se encontram a maioria das construções descobertas até agora: moradias, currais e armazéns, algum edifício de uso social ou comunal. Todas estas construções estão agrupadas formando conjuntos ou "bairros" que se articulam em torno a duas ruas principais e uma Rua de Ronda que se estende paralela à muralha principal.

## Achados

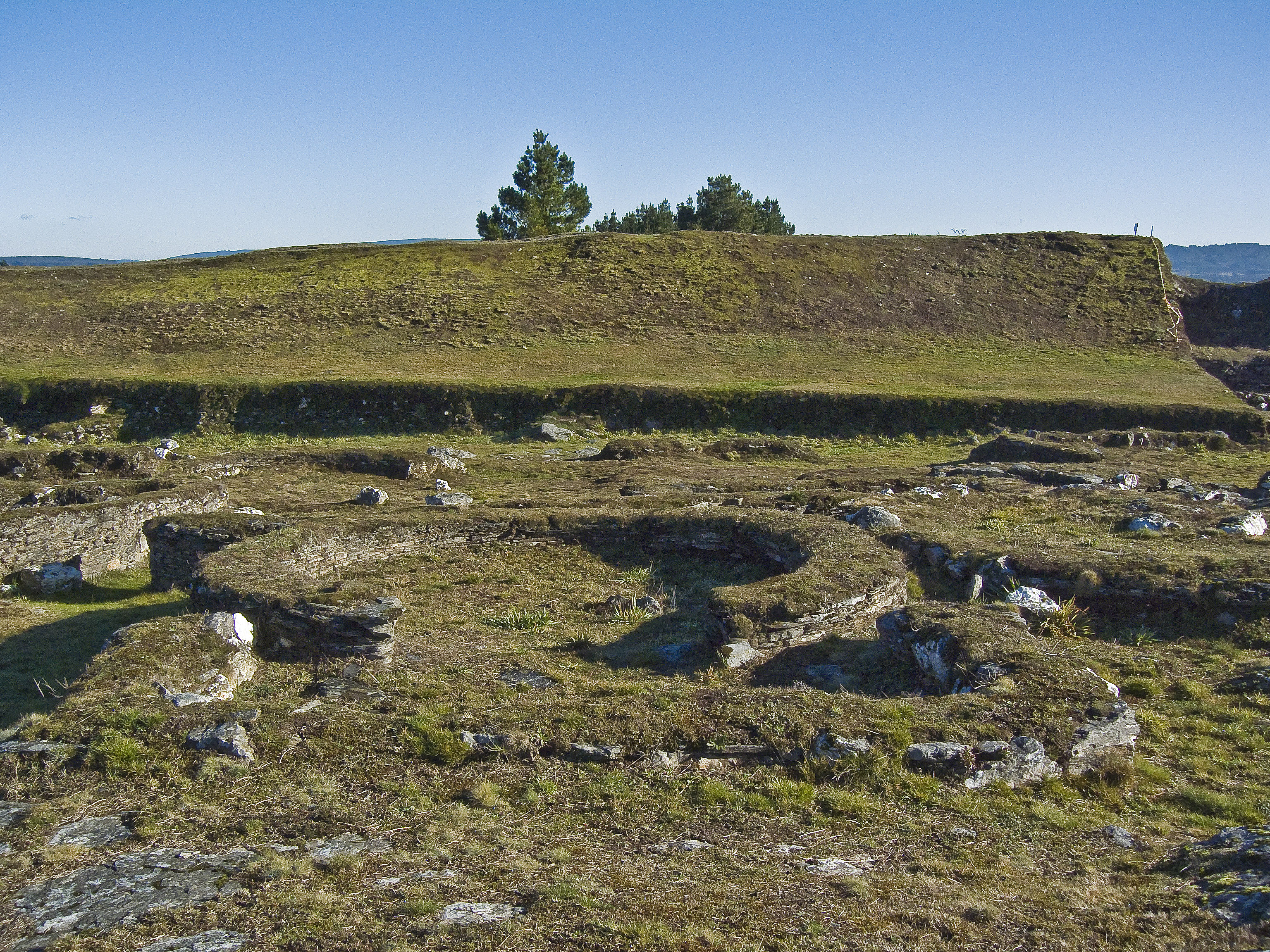
Construção circular

Predominam os materiais de época romana avançada ou tardo-romana.

### Ourivesaria e elementos metálicos
Em 1911 apareceu no castro um torque de ouro com remates em perilha, de 20 quilates e um peso de 180 gramas, e que em nossos dias se conserva no Museo Provincial de Lugo
Nas escavações de 1972-1975 encontrou-se outro torques de tipologia similar ao aparecido em 1911, mas de ouro mais baixo. Também se encontraram um anel de ouro com chatão de esmeralda, e dois aúreos de Arcádio, bem como apliques, broches, fíbulas, compassos ou um passarrendas de cavalo.
Outros achados destacáveis foram os de dois tabuleiros de jogo "tabula latrunculata", um machado de talão de bronze de 4 anelas ou um punhalzinho de antenas de bronze.

#### Artigos
- CHAMOSO LAMAS, Manuel. "Las excavaciones del Castro de Viladonga y la problemática que plantean sus resultados". Actas del Coloquio sobre el Bimilenario de Lugo. Lugo, (1977). p. 41-46.

- ARIAS VILAS, Felipe. "Novos materiais arqueolóxicos do Castro de Viladonga no Museo de Lugo". Boletim do Museo Provincial de Lugo,(1983), p. 203-208.
- LÓPEZ GÓMEZ, Felipe Senén. "O folklore do Castro de Viladonga e da sua bisbarra". Atas XV C.A.N., Saragoça, (1979), p. 623-630.